# Battlefield 1
Battlefield 1 est un jeu vidéo de tir à la première personne développé par DICE et édité par Electronic Arts, sorti le 21 octobre 2016 sur Microsoft Windows, PlayStation 4 et Xbox One. Ce onzième opus de la série Battlefield se déroule pendant la Première Guerre mondiale.
Une suite, Battlefield V, a été annoncée le 23 mai 2018 et est sortie le 20 novembre 2018.

## Système de jeu
Battlefield 1 est un jeu de tir à la première personne se basant sur le travail d'équipe et mettant l'accent notamment sur le jeu en escouade. Le jeu se déroule dans la période de la Première Guerre mondiale et est inspiré par des événements historiques. Les joueurs peuvent utiliser des armes de la Première Guerre mondiale incluant des fusils à verrou, des fusils mitrailleurs et des armes semi-automatiques, de l'artillerie, des lance-flammes, des grenades et des gaz de combat de la Première Guerre mondiale pour combattre les adversaires. Le combat au corps à corps a été retravaillé, par DICE en présentant de nouvelles armes de corps à corps comme les sabres et les épées, les couteaux et les poignards, les matraques, les masses et les massues, les haches et les pelles dans le jeu. Ces armes de corps à corps sont divisées en deux groupes : lourde et légère. Les charges à l’aide de la baïonnette ont été intégrées au système du jeu et sont une nouvelle fonctionnalité de la licence. Les joueurs peuvent aussi prendre le contrôle de plusieurs véhicules blindés, incluant char léger et char lourd, automitrailleuse, biplan, train et cuirassé et zeppelin, mais aussi monter à cheval dans la bataille.
Lors de sa sortie, les pays jouables sont l'Empire britannique, l'Italie, les États-Unis, l'Empire allemand, l'Autriche-Hongrie est l'Empire ottoman. La France et la Russie sont jouables uniquement dans les contenus supplémentaires (DLC). Le jeu dispose de neuf cartes (basées sur différents emplacements à travers le monde : villes françaises, désert d'Arabie, Alpes italiennes) et de six modes : Conquête, Domination, Opérations, Ruée, Match à mort en équipe et Pigeons de guerre (un nouveau mode dans lequel les joueurs doivent attraper, sécuriser des pigeons de guerre et les utiliser pour envoyer un message pour demander une frappe d'artillerie).
Les environnements destructibles, la personnalisation des armes et des véhicules (caractéristiques déjà présentes dans les opus précédents), sont de retour dans Battlefield 1 et sont plus dynamiques. Dynamique comme peut l’être la météo qui va évoluer au cours des parties (ciel ensoleillé ou nuageux, pluie, orage, brouillard, tempêtes de sables).
Les joueurs peuvent également prendre part à des batailles multijoueur massives pouvant accueillir jusqu'à 64 joueurs.

## La campagne
Le mode "solo" du jeu est découpé en 5 chapitres ou "récits de guerre" précédés d'un prologue (qui plonge le joueur au cœur de l'action et où la mort est inéluctable) et se terminant par un message de l'équipe de BF1 à la mémoire des combattants (Souvenez-vous de nous) :
Tempête d'acier : lever de soleil (prologue)
1. Dans la boue et le sang
  - Sortie de tranchée (le char britannique Mark V)
  - Brouillard de guerre (le bois de Bourlon)
  - Panne (réparer le Black Bess)
  - Acier contre acier (bataille de Cambrai)
2. Des amis haut placés
  - Vol d'essai (le chasseur Bristol F2A)
  - Guerre totale (un fort allemand)
  - Disgrâce (rentrez chez vous)
  - Forte et fidèle (conséquences improbables)
3. Avanti Savoia !
  - La Vittoria (sommet des rois)
  - O Tutti Accoppati (ce qui a été perdu)
4. L'estafette
  - Cap Helles (la plage)
  - L'estafette (courir)
  - Prendre garde (dernière tâche)
5. Rien n'est écrit
  - Caché en pleine lumière (Lawrence d'Arabie)
  - Travail de jeunes gens (le "canavar")
  - Écouter le désert (la bête ottomane)

## Les modes du jeu multijoueur
Le jeu standard et les contenus téléchargeables additionnels proposent dix modes :
- Conquête : jusqu'à 64 joueurs, le mode "classique" de la série des Battlefield où l'on retrouve deux équipes qui s'affrontent sur une carte pour la capture et la défense de drapeaux. La première équipe totalisant 1000 points remporte la partie. A noter que si une équipe se retrouve trop en "retard" au niveau du score, une nouvelle fonctionnalité du jeu introduit alors le déploiement d'un Béhémoth / d'un "mastodonte" c'est-à-dire d'un véhicule lourd (un dirigeable, un train blindé et armé ou un cuirassé) qui peut être alors utilisé par l'équipe en difficulté.
- Domination : jusqu'à 24 joueurs, le mode "restreint ou condensé" du mode Conquête avec des cartes plus petites et disposant de moins de drapeaux. En domination, il n'y a pas de véhicules et il y a 3 objectifs à capturer.
- Opérations : jusqu'à 64 joueurs, ce nouveau mode se déroule sur plusieurs cartes pour simuler une série de batailles. L'équipe attaquante contrôle un bataillon avec des points / tickets de réapparition limités et doit progresser à travers les lignes adverses et conquérir les secteurs de la carte en capturant leurs points de contrôle ennemis. Si l'équipe attaquante épuise ses tickets, elle perd l'un de ses trois bataillons et doit réessayer. Si les attaquants réussissent, les équipes se déplacent sur une carte différente / un autre théâtre d’opérations. L'équipe attaquante peut obtenir un mastodonte si elle perd un bataillon et gagne si elle réussit à conquérir toutes les cartes sans manquer de bataillons. L'équipe en défense gagne si elle élimine les trois bataillons de l’équipe adverse.
- Ruée : jusqu'à 24 joueurs, l'équipe qui attaque dispose d'un nombre limité de réapparitions et doit tenter de poser des bombes dans deux stations télégraphiques situées sur la carte dans le camp adverse. Les défenseurs doivent protéger leurs stations des attaques et désamorcer les bombes posées avant qu'elles n'explosent. Contrairement aux modes Ruée des précédents jeux Battlefield, les stations télégraphiques peuvent également être utilisées pour appeler des tirs d'artillerie contre les attaquants. Si les attaquants réussissent, leurs points de réapparitions sont reconstitués et l'équipe en défense est "poussée" vers le secteur suivant. Le jeu se termine si l'équipe en défense épuise les tickets de réapparition des attaquants ou si l'équipe attaquante capture les dernières stations télégraphiques.
- Match à mort en équipe :  jusqu'à 24 joueurs, l'objectif est d'éliminer autant d'adversaires que possible. Une arme de classe d'élite apparaît aléatoirement sur la carte, à intervalles réguliers et représente un avantage important pour l'équipe qui la détient en termes de puissance de feu. Le camp qui cause le plus de pertes dans l'équipe adverse dans un temps imparti l'emporte.
- Pigeons de guerre : jusqu'à 24 joueurs, les deux équipes doivent tenter de capturer un pigeon voyageur utilisé pour transmettre une demande de tirs d'artillerie. Le pigeon apparait aléatoirement sur la carte et doit être capturé. Le joueur qui détient le pigeon doit être défendu par son équipe pendant qu'il rédige le message à envoyer et au moment où il doit relâcher le pigeon à l'extérieur. L'équipe adverse peut cependant abattre le pigeon au moment de son lâché. La première équipe qui parvient à libérer et transmettre le message avec succès avec trois pigeons remporte la partie.
- Lignes de front : ce nouveau mode ajouté dans le DLC : They Shall Not Pass, reprend des aspects des modes Opérations et Ruée. La carte contient cinq points de contrôle le long d'un chemin linéaire reliant les bases des deux équipes. En commençant au centre de la carte, une équipe doit progresser vers la base de ses adversaires en capturant chaque point de contrôle successif. Si une des équipes atteint la base de son adversaire, elle doit alors détruire les deux stations télégraphiques à l'intérieur pour gagner la partie. Comme dans le mode Ruée, l'équipe en défense peut utiliser les stations télégraphiques pour appeler à des tirs d'artillerie. Si l'équipe attaquante ne parvient pas à détruire les deux stations avant de manquer de tickets, elle est alors repoussée et doit capturer à nouveau l'objectif final avant de pouvoir faire une autre tentative.
- Largage de ravitaillement :  ce nouveau mode est ajouté dans le DLC : In the Name of the Tsar et s'inspire des vastes zones sur lesquelles le front de l'Est a eu lieu. Les équipes se battent pour des caisses de ravitaillement qui contiennent des munitions, des caisses de soins, des véhicules et en bonus des équipements des classes d'élite. L'équipe qui capture ensuite le plus de points gagne.
- Assaut aérien : jusqu'à 24 joueurs, ce nouveau mode est ajouté dans le DLC : Apocalypse et se concentre sur le combat aérien. Chaque avion adverse détruit fait gagner des points à l'équipe.
- Conquête en assaut : jusqu'à 40 joueurs, ce mode est ajouté dans le DLC : Turning Tides. Les assaillants et les défenseurs cherchent à prendre des points clés comme en mode Conquête, mais les défenseurs les possèdent tous au début de la partie.

## Les classes
- Assaut
- Soutien
- Médecin
- Éclaireur
- Pilote d'avion et de char
- Cavalier
- Elites :
  - lance-flammes
  - sentinelle
  - chasseur de char
  - commando de tranchées

## Les cartes
| jeu de base                 | They Shall Not Pass | In the Name of the Tsar | Turning Tides      | Apocalypse           |
| --------------------------- | ------------------- | ----------------------- | ------------------ | -------------------- |
| Bal funeste au château      | Hauteurs de Verdun  | Tsaritsyne              | Cap Helles         | Caporetto            |
| Amiens                      | Fort de Vaux        | Volga                   | Achi Baba          | Passchendaele        |
| Désert du Sinaï             | Rupture             | Col de Lupkow           | Baie de Heligoland | Somme                |
| Forteresse de Fao           | Soissons            | Albion                  | Zeebruges          | Sur le fil du rasoir |
| L'ombre du Géant            | Nuits de Nivelle    | Galicie                 |                    | L'appel de Londres   |
| Forêt d'Argonne             | Prise de Tahure     | Bastion de Broussilov   |                    |                      |
| Aux frontières de l'Empire  |                     |                         |                    |                      |
| Monte Grappa                |                     |                         |                    |                      |
| La balafre de Saint Quentin |                     |                         |                    |                      |
| Suez                        |                     |                         |                    |                      |

## Les contenus additionnels téléchargeables (DLC)

### They Shall Not Pass

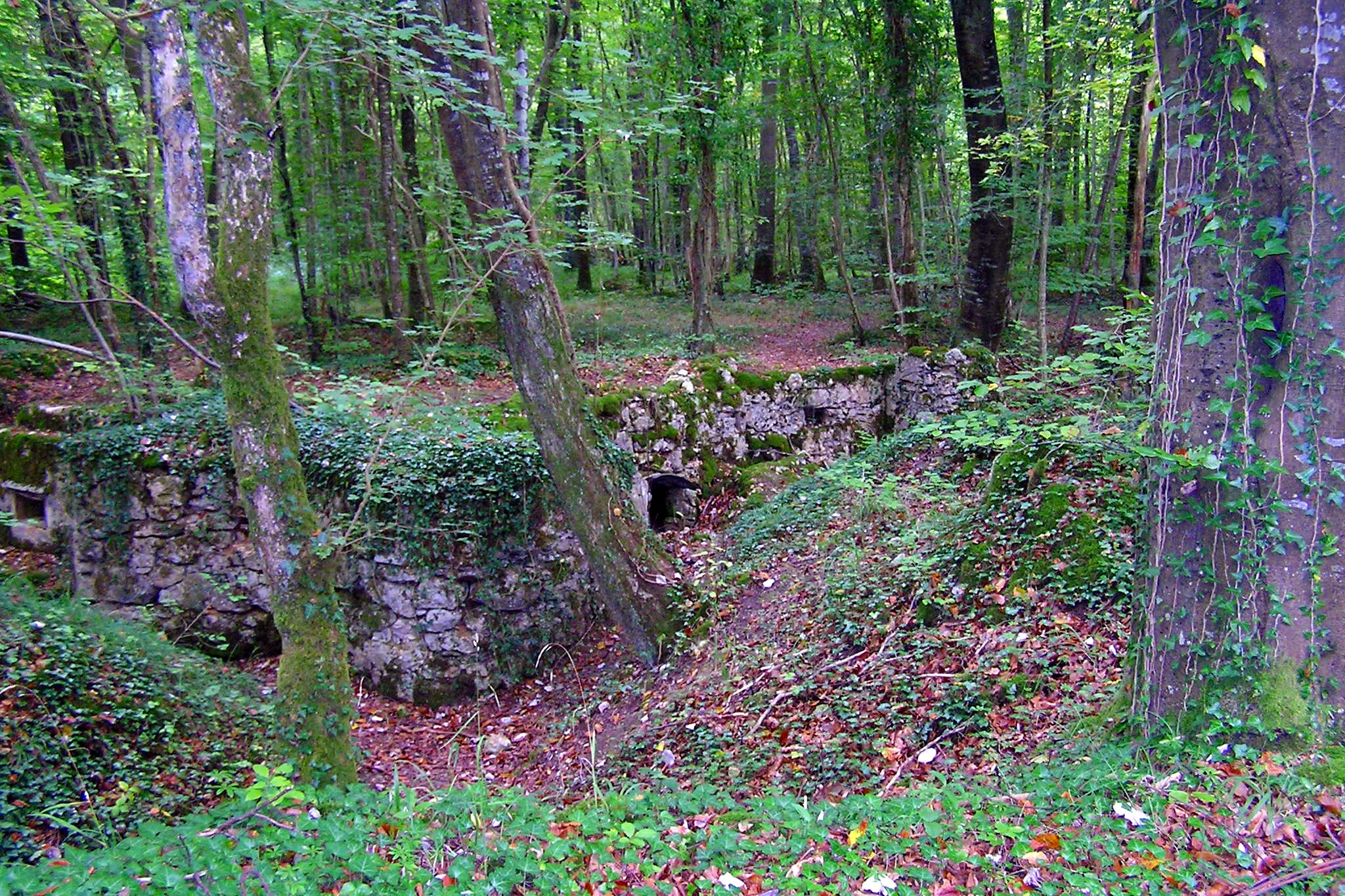
Le Saillant de Saint-Mihiel, lieux présents dans Battlefield 1.

La première extension, sortie le 28 mars 2017, met en scène l'armée française lors de la bataille de Verdun en 1916. Cette extension inclut de nouvelles cartes, de nouvelles armes et un nouveau char blindé, le Saint-Chamond, ainsi que de nouveaux modes de jeu. Elle a été disponible en accès anticipé le 14 mars pour les détenteurs du « Season Pass ».

### In the Name of the Tsar
La deuxième extension, sortie le 5 septembre 2017. Durant les événements de la révolution russe de 1917, met en scène l'armée impériale contre les révolutionnaires de l'armée rouge. Cette extension comprendra de nouvelles armes ainsi que de nouvelles cartes. Les joueurs auront la possibilité de prendre les commandes d'un nouveau blindé, d'un nouveau bombardier Ilia Mouromets ainsi que d'une nouvelle cavalerie équipé d'une lance. Il a aussi été annoncé que des femmes feront leur apparition dans la classe Éclaireur.

### Turning Tides
La troisième extension est divisée en deux parties, la première sortie le 11 décembre 2017 et la deuxième en janvier 2018. Turning Tides, pour celui-ci, est surtout axé sur des cartes maritimes telle que la baie de Heligoland. Elle rajoute plusieurs armes ainsi que deux véhicules : un contre-torpilleur, ainsi qu’un dirigeable. De plus, elle met à disposition une nouvelle équipe, la marine britannique et rajoute un nouveau mode de jeu : conquête en assaut.

### Apocalypse
La quatrième extension, est sortie le 20 février 2018. Elle ajoute trois nouvelles cartes Somme, Passchendaele et Caporetto ainsi que de nouvelles armes.

## Développement
L‘affiche du jeu est dévoilée le 5 mai 2016, puis la bande-annonce le 6 mai 2016 lors d'une conférence organisée par Electronic Arts à Londres. Quelques joueurs se questionnent sur la présence de la France à la suite de la mise en ligne de cette bande-annonce, ainsi le responsable stratégique du studio annonce « je n’ignore bien sûr pas l’importance de l’armée française dans la guerre » et que les joueurs « la rencontreront dans la campagne du jeu ». Bien que la France soit absente du mode multijoueur lors de son lancement, le studio annonce avoir « choisi de lui dédier une extension premium entière avec un traitement spécial après le lancement du jeu »,.
Le jeu est sorti le 21 octobre 2016 sur Microsoft Windows, PlayStation 4 et Xbox One, mais est accessible dès le 18 octobre 2016 pour les possesseurs de l'Origin Access.

## Accueil
- Canard PC : 8/10[7]
- Gamekult : 9/10[8]
- Metacritic : 88% sur pc / 89% sur PS4 / 87% sur Xbox
- Jeuxvideo.com : 17/20[9]